# Marcipa kirdii
Marcipa kirdii là một loài bướm đêm trong họ Erebidae.